# Хосе Фіораванті
Хосе Фіорава́нті (ісп. José Fioravanti; нар. 4 серпня 1896, Буенос-Айрес — пом. 10 жовтня 1977, Буенос-Айрес) — аргентинський скульптор.

## Біографія
Народився 4 серпня 1896 року в Буенос-Айресі. Походив з робітничого середовища. Самоучка. Працював у Буенос-Айресі.
Помер у Буенос-Айресі 10 жовтня 1977 року.

## Творчість
Пам'ятники у Буенос-Айресі:
- Ф. Д. Рузвельту (1946);
- Саенсу Пеньї;
- Болівару;
- «Національна конститутція»:
- Скульптура «Моя сестра Марія».

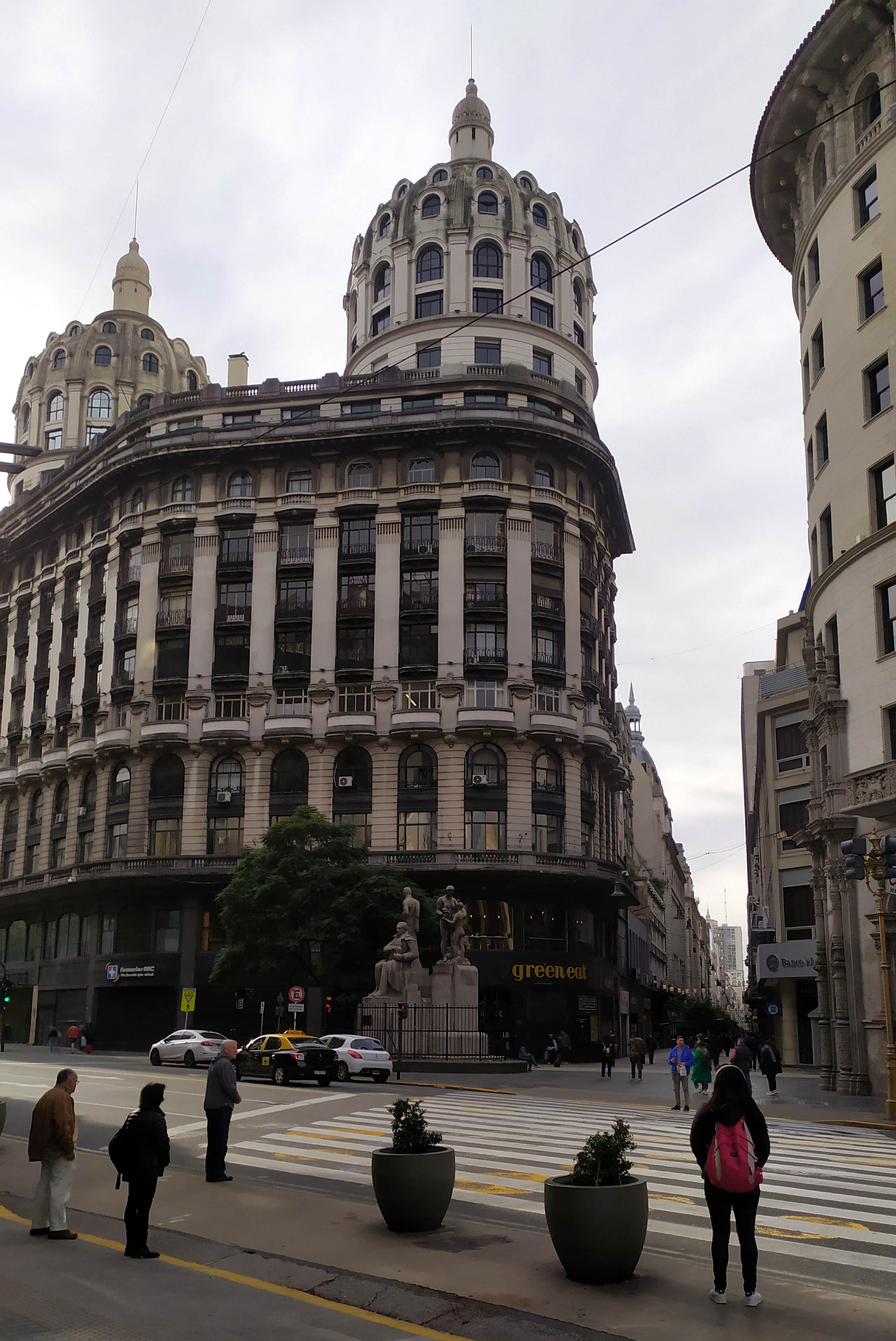
Пам'ятник Роке Саенсу Пеньї (Буенос-Айрес)
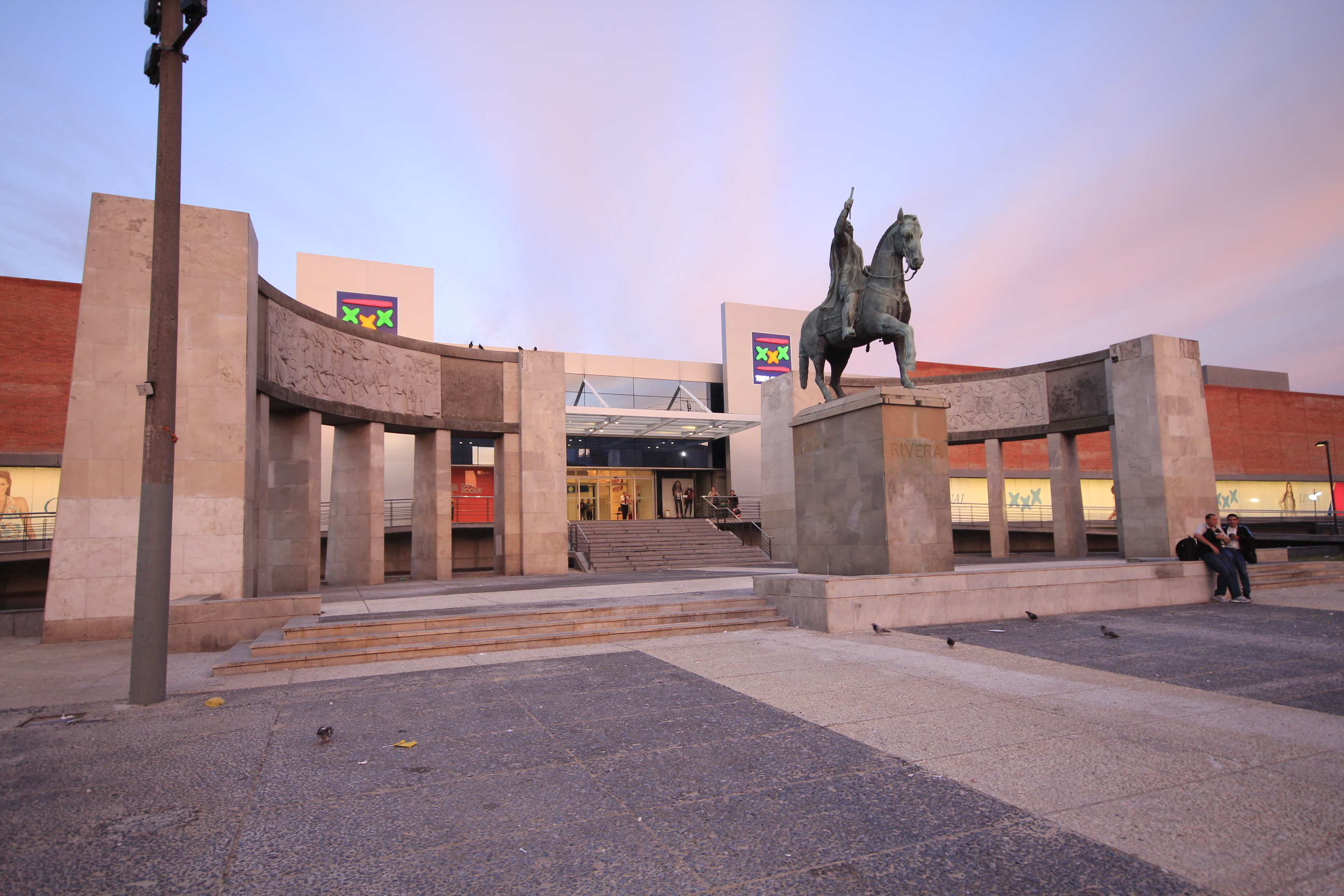
Пам'ятник Фруктуосо Рівері (Монтевідео)
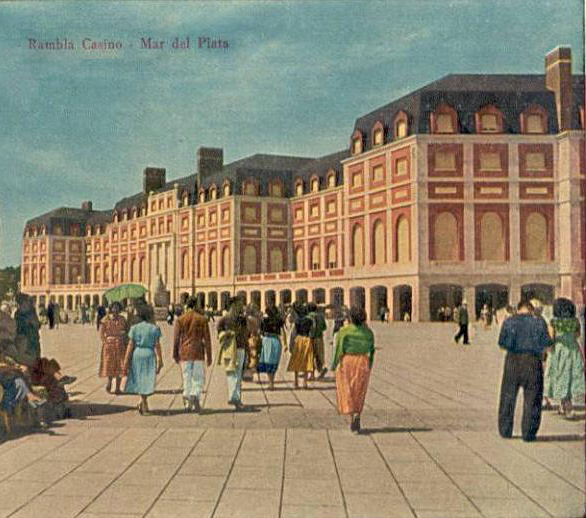
Скульптура морського лева (Мар-дель-Плата)